# Fluorazid
Fluorazid je anorganická sloučenina s chemickým vzorcem N3F, která patří mezi fluoridy dusíku. Vlastnosti fluorazidu se podobají vlastnostem dalších azidů halogenů. Vazba mezi atomem fluoru a dusíku je velmi slabá, což vede k tomu, že sloučenina je velmi nestabilní a náchylná k výbuchu. Výpočty ukazují, že úhel vazby F-N-N je přibližně 102°, všechny tři atomy dusíku leží v přímce.

## Historie
Fluorazid zaujímá zvláštní postavení mezi halogenazidy, protože jeho skupina N3 je kladně polarizovaná. Jako poslední sloučeninu z halogenazidů ji syntetizoval John F. Haller v roce 1942 reakcí fluoru s amoniakem. Protože se fluorazid v plynné fázi snadno rozkládá při pokojové teplotě a v kondenzovaném stavu velmi snadno exploduje, byla jeho syntéza v dostatečné čistotě, spektroskopická charakterizace a stanovení hodnot teploty tání a varu realizována až v 90. letech 20. století.

## Příprava
Fluorazid lze připravit reakcí kyseliny azidovodíkové nebo azidu sodného s fluorem:
HN3 + F2 → N3F + HF
NaN3 + F2 → N3F + NaF

## Vlastnosti
Délka vazby F-N je 0,1444 nm, vazby FN=NN 0,1253 nm a vazby FNN=N 0,1132 nm.
Fluorazid má hustotu 1,3 g/cm3. Fluorazid se adsorbuje na pevné povrchy fluoridu draselného, avšak ne na fluorid lithný nebo sodný. Tyto vlastnost byla zkoumána, za účelem zvýšení energie pevných pohonných hmot.
Ultrafialové fotoelektrické spektrum ukazuje ionizační píky při 11,01, 13,72, 15,6, 15,9, 16,67, 18,2 a 19,7 eV. Tyto píky jsou přiřazeny orbitalům: π, nN nebo nF, nF, πF, nN nebo σ, π a σ.

### Spektroskopie
| parametr | hodnota   | jednotka |
| -------- | --------- | -------- |
| A        | 48131,448 | MHz      |
| B        | 5713,266  | MHz      |
| C        | 5095,276  | MHz      |
| μa       | 1,1       |          |
| μb       | 0,7       |          |

## Reakce
Fluorazid se za normálních teplot (například 25 °C) rozkládá bez výbuchu na difluordiazen:
2 FN3 → N2F2 + 2 N2
Při vyšších teplotách, jako je 1000 °C, se fluorazid rozkládá na fluorid dusný:
FN3 → NF + N2
Pevný nebo kapalný fluorazid vybuchuje a uvolňuje velké množství tepla. Tenká vrstva fluorazidu hoří rychlostí 1,6 mm/μs (1,6 km/s). Kvůli vysokému riziku exploze, mělo by se najednou manipulovat pouze s malým množstvím látky najednou. Doporučeným limitem pro experimenty je 0,02 g.
Adukty fluorazidu mohou vznikat s lewisovými kyselinami fluoridem boritým a fluoridem arseničným při -196 °C. Tyto molekuly se vážou s atomem Nα.

## Využití
Fluorazid se disociuje exotermicky na dusík a excitované molekuly NF, což umožňuje pomocí něj potenciálně pohánět vysokoenergetické lasery.